# 小行星6742
小行星6742，又称为卞德培星，是由日本天文爱好者圆馆金和渡边和郎于1994年4月8日在北海道北见市发现的主带小行星。
小行星6742以中国天文科普作家卞德培命名。